# Vauxhall and I
Vauxhall and I är ett studioalbum av Morrissey, utgivet den 22 mars 1994.

## Låtlista
1. "Now My Heart Is Full" - 4:57
2. "Spring-Heeled Jim" - 3:47
3. "Billy Budd" - 2:09
4. "Hold on to Your Friends" - 4:03
5. "The More You Ignore Me, the Closer I Get" - 3:44
6. "Why Don't You Find Out for Yourself" - 3:20
7. "I Am Hated for Loving" - 3:41
8. "Lifeguard Sleeping, Girl Drowning" - 3:42
9. "Used to Be a Sweet Boy" - 2:49
10. "The Lazy Sunbathers" - 3:08
11. "Speedway" - 4:30